# Boris Grebennikov
Pour les articles homonymes, voir Grebennikov.
Boris Grebennikov, né le 18 octobre 1958 à Karaganda en République socialiste soviétique kazakhe, est un ancien joueur soviétique de volley-ball, désormais entraîneur.
Il est le père de Jenia Grebennikov, joueur de volley-ball.

## Clubs (joueur)
| Club              | Pays             | De        | À         |
| ----------------- | ---------------- | --------- | --------- |
| Dorojnik Alma-Ata | Union soviétique | 1979-1980 | 1988-1989 |
| CPB Rennes        | France           | 1989-1990 | 1993-1994 |
| Rennes EC         | France           | 1994-1995 | 1994-1995 |

## Clubs (entraîneur)
| Club                     | Pays    | De        | À         | Qualité              |
| CPB Rennes               | France  | 1989-1990 | 1993-1994 | entraîneur-joueur    |
| CPB Rennes               | France  | 1995-1996 | 1999-2000 | centre de formation  |
| Rennes EC                | France  | 2000-2001 | 2004-2005 | centre de formation  |
| Rennes Volley 35         | France  | 2005-2006 | 2013-2014 | entraîneur principal |
| Gazprom-Iourga Sourgout  | Russie  | 2014-2015 | 2014-2015 | entraîneur principal |
| Oural Oufa               | Russie  | 2015-2016 | 2016-2017 | entraîneur principal |
| Étoile sportive du Sahel | Tunisie | 2017-2018 | 2017-2018 | entraîneur principal |

## Palmarès (entraîneur)
- Coupe de France (1)
  - Vainqueur : 2012
- Super Coupe de Tunisie (1)
  - Vainqueur : 2018
- Coupe de la Ligue de Tunisie (1)
  - Vainqueur : 2018

## Distinctions
- Meilleur entraîneur du Championnat de France de volley-ball 2011-2012